# Туг-Темур
Туг-Темур (монг. Төвтөмөр), храмове ім'я Веньцзун (кит.: 文宗; піньїнь: Wenzong; 16 лютого 1304 —14 листопада 1332) — двічі був імператором династії Юань у 1328–1329 та 1329–1332 роках.

## Життєпис
Народився у 1304 році у родині імператора Хайсан-Хулуга та тангутської наложниці. після смерті батька у 1311 році його прибічники бажали зробити Туг-Темура спадкоємцем трону. Проте імператора Аюрбарібада та його мати Дагі у 1316 році зробили спадкоємцем трону Шідебала, який у 1320 році заслав Туг-Темура до провінції Хайнань. Після вбивства у 1323 році Шідебала новий імператор Єсун-Темур надав Туг-Темуру титул князя Хуая. Тоді ж останній отримав право перебратися до Цзянкана (сучасного Нанкіна).
Після смерті у 1328 році Єсун-Темура Туг-Темур отримав можливість посперечатися за трон. Того ж року прихильник Туг-Темур Ел-Темур здійснив заколот проти імператора Раджапіки. Зрештою Туг-Темур захопив трон й став новим імператором Китаю й великим каганом Монгольської імперії. Проте вже у 1329 році свої права на трон заявив його старший брат Хошіла, який зібрав велику потугу й рушив на столицю Даду. Тоді Туг-Темур зрікся трону й рушив на зустріч брату. 26 серпня під час бенкету він отруїв Хошілу, який сконав через 4 дні. Після цього Туг-Темур знову захопив владу. Для її зміцнення винищив прихильників колишніх імператорів.
За час правління Туг-Темура найбільший вплив на державні справи мали два монгольських військовика: Ел-Темур та Байян. Імператор значно просував конфуціанські цінності та ідеї. Разом з тим в уряді посилився вплив мусульман. Водночас уряд стикнувся з новим зростанням інфляції — кількість грошей зросло до 2,3 млн дінь. Для поліпшення фінансового стану було скасовано привілеї аристократів, зменшено буддистські жертвоприношення з 165 до 104, видатки на імператорський двір, зокрема скорочено кількість особистих слуг імператора.
За час свого володарювання Туг-Темур стикнувся з 8 змовами аристократів та 130 повстанням у різних частинах імперії. Найпотужнішим було повстання в Юньнані у 1331–1332 роках.
Туг-Темур багато зробив для відновлення науки, мистецтва в імперії відповідно до китайських традицій. У 1329 році було засновано Академію «Павільйон Зірки Літератури», де збиралися представники живопису, поети, письменники. За його ініціативою видано звід документів та законів під назвою «Великий канон для керування світом».
Помер Туг-Темур 2 вересня 1332 року, призначивши спадкоємцем трону свого небожа Тоґон-Тимура, оскільки його син Араднадара помер раніше.